# Г'юстон (округ, Алабама)
Шаблон:StateAbbr_ 31°09′08″ пн. ш. 85°17′36″ зх. д. / 31.152222222222° пн. ш. 85.293333333333° зх. д.
 Г'юстон (англ. Houston County) — округ (графство) у штаті Алабама. Ідентифікатор округу 01069.

## Історія
Округ утворений 1903 року.

## Демографія
За даними перепису
2000 року
загальне населення округу становило 88 787 осіб, зокрема міського населення було 57 834, а сільського — 30 953.
Серед мешканців округу чоловіків було 42 170, а жінок — 46 617. В окрузі було 35 834 домогосподарства, 25 113 родин, які мешкали в 39 571 будинках.
Середній розмір родини становив 2,95.
Віковий розподіл населення поданий у таблиці:
| Стать    | До 15 років | 15-21 | 22-29 | 30-39 | 40-49 | 50-65 | 65-85 | Понад 85 |
| -------- | ----------- | ----- | ----- | ----- | ----- | ----- | ----- | -------- |
| Чоловіки | 9721        | 4111  | 4161  | 6121  | 6406  | 6863  | 4401  | 386      |
| Жінки    | 9290        | 4071  | 4695  | 6712  | 6970  | 7504  | 6272  | 1103     |

## Суміжні округи
- Генрі — північ
- Ерлі, Джорджія — схід
- Семінол, Джорджія — південний схід
- Джексон, Флорида — південь
- Женіва — захід
- Дейл — північний захід

## Виноски
1. ↑  U.S. Decennial Census. United States Census Bureau. Архів оригіналу за 26 квітня 2015. Процитовано 22 серпня 2015.
2. ↑  Historical Census Browser. University of Virginia Library. Архів оригіналу за 11 серпня 2012. Процитовано 22 серпня 2015.
3. ↑  Forstall, Richard L., ред. (24 березня 1995). Population of Counties by Decennial Census: 1900 to 1990. United States Census Bureau. Архів оригіналу за 24 вересня 2015. Процитовано 22 серпня 2015.
4. ↑  Census 2000 PHC-T-4. Ranking Tables for Counties: 1990 and 2000 (PDF). United States Census Bureau. 2 квітня 2001. Архів оригіналу (PDF) за 18 грудня 2014. Процитовано 22 серпня 2015.
5. ↑  State & County QuickFacts. United States Census Bureau. Архів оригіналу за 6 червня 2011. Процитовано 16 травня 2014.(англ.) Наведено за англійською вікіпедією.
6. ↑  American FactFinder. Бюро перепису населення США. Архів оригіналу за 21 травня 2008. Процитовано 31 січня 2008.

| США | Це незавершена стаття з географії США. Ви можете допомогти проєкту, виправивши або дописавши її. |